# Trattato tra Annibale e Filippo V di Macedonia
Il trattato tra Annibale e Filippo V di Macedonia fu stipulato nel 215 a.C. durante la Seconda guerra punica, dopo la battaglia di Canne, tra Annibale, il condottiero cartaginese che sembrava sul punto di conquistare Roma, e Filippo V di Macedonia, che temendo l'espansione romana verso oriente, sperava di poter sfruttare l'indebolimento della repubblica per raggiungere un ruolo dominante tra i regni ellenistici.

## Annibale

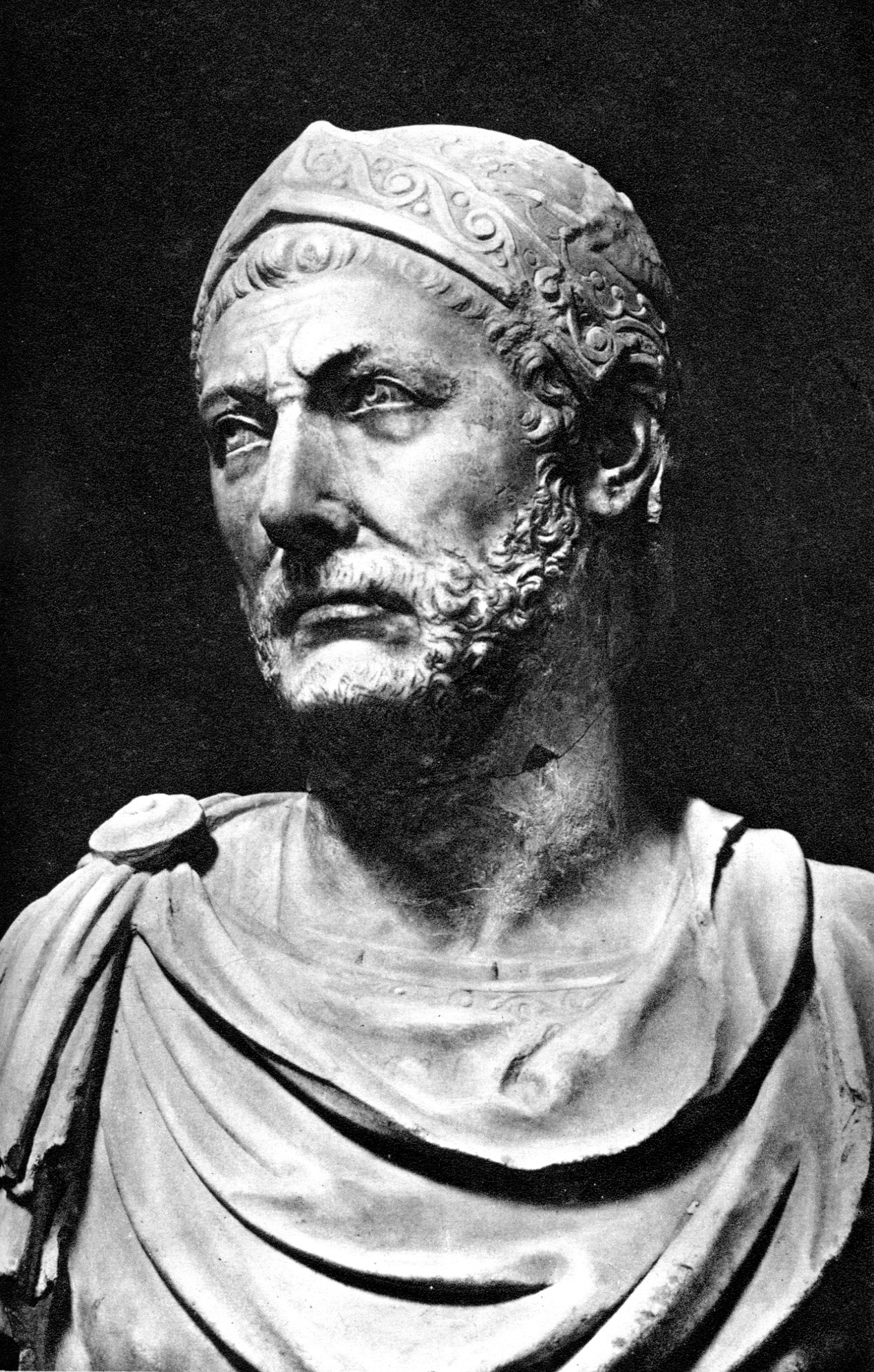
Annibale Barca

Partito dalla Spagna per portare in Italia la guerra contro Roma scatenando la seconda guerra punica, Annibale passò di vittoria in vittoria con battaglie fulminee ed eclatanti contro le legioni della nascente potenza italica. Continuando la guerra in Spagna con l'aiuto dei fratelli Asdrubale e Magone nonché di altri comandanti cartaginesi, costrinse i Romani ad utilizzare risorse e uomini nella penisola iberica, distogliendo risorse dalla guerra in Italia.
L'alleanza con Filippo V di Macedonia permetteva al condottiero cartaginese di tentare l'apertura di un altro fronte sul fianco orientale (con relativo sforzo umano e materiale per Roma).

## Filippo V

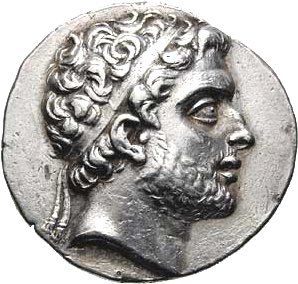
Filippo V di Macedonia

Il re macedone vedeva la potenza romana dilagare sulle coste orientali del mare Adriatico. Roma aveva soggiogato gli Illiri della regina Teuta con il pretesto che le tribù illiriche si dedicavano alla pirateria sulle coste dalmate e albanesi colpendo pesantemente gli interessi dei mercanti italici. Ormai la costa orientale dell'Adriatico era sotto controllo o protettorato romano. Molte città e isole greche della costa (come Apollonia o Corcira) erano pesantemente aiutate da Roma e l'Urbe appoggiava le rivendicazioni territoriali e politiche della Lega Etolica in lotta contro la Macedonia e il resto della Grecia.
A sua volta pressato a oriente dai re seleucidi di Siria e da Attalo I di Pergamo, Filippo cercava un potente alleato per frenare Roma nella sua espansione verso i Balcani e ridurre il pericolo sul suo fronte occidentale. Sembrava proprio che Annibale fosse quell'alleato.

## L'ambasceria
Tito Livio, lo storico romano del I secolo, in Ab Urbe condita libri narra come Filippo, viste le vittorie di Annibale, inviasse una delegazione in Italia per stringere l'alleanza. Era l'estate del 215 a.C. Gli ambasciatori greci, evitando Brindisi e Taranto, i porti più logici per chi proveniva dall'Ellade, sbarcarono vicino a Capo Colonna in Calabria, presso il famoso tempio di Giunone Lacinia. Da lì cercarono di recarsi a Capua dove Annibale aveva posto il suo quartier generale. Scoperta dai presidi romani la delegazione fu inviata presso il pretore, Marco Valerio Levino, che aveva posto i suoi accampamenti presso Luceria. Senofane l'ateniese capo della spedizione, dichiarò platealmente di essere stato inviato dal re Filippo per stringere un accordo di amicitia societatemque (amicizia e alleanza) con il popolo romano. Il pretore accolse quindi come ospiti i nemici, e li inviò con una scorta verso Roma, spiegando l'itinerario e indicando dove fossero accampati Romani e Cartaginesi.
Ovviamente la legazione macedone giunse al campo di Annibale senza alcun problema e l'alleanza poté essere stipulata.
Si riporta il testo tramandato da Polibio, tolte solo le preghiere ai vari dèi.
(Polibio, Storie, VII, 9.1)
[seguono due paragrafi (2 e 3) di invocazioni a vari dèi greci e cartaginesi]
(Polibio, Storie, VII, 9.4-6)
(Polibio, Storie, VII, 9.7-8)
(Polibio, Storie, VII, 9.9-17; Rizzoli, Milano, 2002, Trad.: M. Mari.)

### Brevi note
Il testo sembra provenire dalla copia redatta dalla segreteria di Annibale e in seguito sequestrata a Senofane. 
Si notano i nomi dei fratelli Annibale e di Magone e il fatto che viene citata la presenza di «senatori cartaginesi che sono con lui e tutti i Cartaginesi che militano con lui». Questo sembra indicare che Cartagine fosse attivamente presente con suoi plenipotenziari nelle terre italiche e che quindi sostenesse e approvasse le operazioni di Annibale, non accontentandosi di «non sconfessare» il barcide.
Il testo riporta specularmente gli obblighi e le protezioni dei Greci dai Cartaginesi e dei Cartaginesi dai Greci. Anche i vari popoli soggetti dovevano essere «preservati» da attacchi e da «insidie» da parte dell'altro alleato.
La «Gallia» altro non è che la Gallia Cisalpina dove Annibale raccoglieva una buona parte delle sue truppe celtiche e dove, in seguito, anche Magone verrà mortalmente ferito durante un tentativo di reclutamento. La Liguria era allargata all'attuale Liguria, parte del Piemonte e della Toscana a cavallo dell'Appennino ligure.
Il punto più interessante è forse al comma (12) dove si ipotizza che, una volta vittoriosamente conclusa la guerra a Roma, Cartagine poteva persino stipulare un «accordo di amicizia» con il nemico. Il gioco delle alleanze e delle inimicizie fra gli Stati è sempre stato estremamente variabile ma in questo comma, per quanto rientrante nel novero delle possibilità diplomatiche, sembra trasparire una strana, incredibile, ingenuità da parte cartaginese: che a Roma si potesse solo pensare di arrivare a degli accordi «di amicizia» proprio con la città-stato nemica che tanti danni e lutti aveva già provocato appare del tutto incredibile. È vero che per secoli le due città avevano avuto relazioni pacifiche ed erano state perfino alleate. Una serie di trattati, stipulati nel tempo, fra Roma e Cartagine lo prova, ma le distruzioni, i lutti e il pericolo portato da Annibale alla supremazia di Roma nella penisola avevano certo guastato i rapporti in maniera definitiva.

## Altra versione
La succinta versione del trattato riportata da Tito Livio è, per contro, la seguente:
(Livio, Storia di Roma, Mondadori, Milano, 1999, XXIII, 33.10-12; trad. it di G. Vitali)
Secondo Livio, quindi, le condizioni del trattato erano molto meno precise per quanto riguardava le garanzie per i popoli interessati; entrambi i contraenti avrebbero combattuto senza un vero raccordo tattico e strategico. L'aiuto di Annibale a Filippo sarebbe giunto solo dopo l'eliminazione di Roma. Filippo avrebbe dovuto aiutare Annibale ma, fino alla conquista di Roma, Annibale non avrebbe avuto alcun obbligo verso il re macedone.

## Cattura degli ambasciatori
Una volta concluso il trattato, la delegazione intraprese il viaggio di ritorno in Macedonia per far sottoscrivere l'accordo a Filippo. Con Senofane partirono anche i cartaginesi Magone, Gisgone e Bostare. Raggiunta la nave ancora in attesa al tempio di Giunone Lacinia, presero il largo. La nave fu però intercettata e catturata da alcune navi da guerra romane, poste sotto il comando di Valerio Flacco. Senofane ritentò con la menzogna della delegazione amica, ma i Romani, notati i passeggeri dall'aspetto e dall'abbigliamento punico, approfondirono l'indagine, scoprirono la verità e anche le copie dei trattati. La delegazione fu inviata a Roma con cinque navi veloci sotto il comando di Lucio Valerio Anziate e i prigionieri tenuti lontani l'uno dall'altro per evitare che si accordassero tra loro.
Mentre le navi risalivano la costa tirrenica verso Roma, giunte a ridosso della costa campana, furono a loro volta intercettate da altre navi romane. Chiarita la situazione, i prigionieri furono portati a Cuma, dove il console Tiberio Sempronio Gracco era riuscito a resistere all'assedio di Annibale. Dopo un nuovo interrogatorio i prigionieri furono trasferiti a Roma al cospetto dei senatori.
Il Senato fece mettere in carcere i prigionieri più importanti e vendere come schiavi i loro compagni. Furono armate venticinque navi da aggiungere alle venticinque guidate da Publio Valerio Flacco e alle cinque che avevano portato i prigionieri. La flotta di cinquantacinque navi fu affidata al prefetto Valerio Flacco e inviata da Ostia a Taranto (dove imbarcarono i soldati di Varrone, posti sotto il comando di Lucio Apustio Fullone). Obbiettivo della missione era proteggere il litorale della Puglia e condurre continue ricognizioni lungo le coste orientali dell'Adriatico per controllare le mosse di Filippo.
Livio riferisce che le spese per la flotta e la guerra macedonica fu impiegato il denaro che era stato inviato ad Appio Claudio perché lo consegnasse a Gerone tiranno di Siracusa.
Una delle cinque navi prigioniere, però riuscì a sfuggire ai romani e a tornare in Macedonia ma senza poter fornire a Filippo esatte notizie sui termini dell'accordo presi dalla prima delegazione. Il re macedone dovette inviarne una seconda che, questa volta, riuscì a portare a termine la missione con successo. Livio ci riporta i nomi degli ambasciatori: Eraclito soprannominato Scotino, Critone Beoto e Magne Sosisteo. Il trattato fu quindi ratificato ma, essendo nel frattempo passata l'estate Filippo e Annibale non riuscirono a iniziare le operazioni. E Roma era stata messa sull'avviso.
Filippo V di Macedonia non riuscì a impensierire Roma per tutto il corso della seconda guerra punica.